# Substrat (chemia)
Substrat – związek chemiczny, pierwiastek lub jon, który ulega przemianie w wyniku reakcji chemicznej.
Zwyczajowo substraty w równaniu reakcji chemicznej umieszcza się po lewej stronie, a produkty – po prawej. W definicji stałej równowagi chemicznej substraty są w mianowniku, a produkty – w liczniku wyrażenia.